# Велики понор
Велики понор је пећина која се налази у Републици Српској. Налази се недалеко од града Миљевине, у близини старог пута Миљевина - Србиње. 
Ову пећину су први пут истраживали спелеолози СД „Урсус спелаеус” из Србиња 1979. године. До прољећа 1987. годинне објекат је морфолошки истражен у дужини од 530 метара и дубини -37 метара. Током истраживања Великог понора прероњена су три сифона, послије чега је понор повезан са пећином у кањону ријеке Бистрице. Ова пећина је раније истраживана до сифона на 92. метру (трећи сифон). Спелеолошка истраживања Великог понора знатно су помогла да се ријеши проблем одлагања јаловине Рудника мрког угља у Миљевини, за који је поток који тече пећином представљао значајан проблем. Спелеоморфолошки, Велики понор се састоји од главног канала и неколико мањих споредних канала. У пећини се такође налази неколико водопада и три сифона. Највећа дубина воде у каналима Великог понора износи отприлике око 7 метара. 